# 香取市立神南小学校
香取市立神南小学校（かとりしりつ じんなんしょうがっこう）は、千葉県香取市下小野にあった市立小学校。

## 概要
香取市の下小野、返田、九美上の旧香取町南部を学区とする。明治時代には校名が何度か変更されている。創立記念日は9月1日。

## 沿革
- 1875年（明治8年）9月1日 - 下小野、返田、九美上の3村により公立下小野小学校を光西寺を仮校舎として開校。
- 1887年（明治20年）4月 - 多田にあった山田尋常小学校の下小野分教場となる。
- 1889年（明治22年）8月 - 香取尋常小学校と山田尋常小学校が合併し、香取尋常小学校下小野分教場となる。
- 1892年（明治25年）4月 - 独立して香南尋常小学校となる。
- 1899年（明治32年）8月 - 校地を現在地に設定し校舎を新築、開校を前に全焼。
- 1901年（明治34年）11月 - 再建し香取町立神南小学校と改称。
- 1941年（昭和16年） - 神南国民学校と改称。
- 1947年（昭和22年） - 6･3制の実施により神南小学校と改称。
- 1970年（昭和45年）9月 - 鉄筋コンクリート造の新校舎竣工。
- 2020年（令和2年）3月31日 - 本校と福田小学校を統合したわらびが丘小学校開校により、閉校。